# (9535) Plitchenko
(9535) Plitchenko est un astéroïde de la ceinture principale.

## Description
(9535) Plitchenko est un astéroïde de la ceinture principale. Il fut découvert le 22 octobre 1981 à Naoutchnyï par Nikolaï Tchernykh. Il présente une orbite caractérisée par un demi-grand axe de 2,26 UA, une excentricité de 0,14 et une inclinaison de 4,0° par rapport à l'écliptique.

## Compléments